# Ermita de la Verge del Pilar (Lludient)
L'Ermita de la Verge del Pilar de Lludient, a la comarca de l'Alt Millars, és un lloc de culte catalogat com Bé de Rellevància Local, segons la Disposició Addicional Cinquena de la Llei 5/2007, de 9 de febrer, de la Generalitat, de modificació de la Llei 4/1998, d'11 de juny, del Patrimoni Cultural Valencià (DOCV Núm. 5.449 / 13/02/2007), amb codi 12.08.073-006
L'ermita es localitza a sortida de la població, seguint la carretera CV-194 adreça Castell de Vilamalefa.

## Descripció
Està datada del segle xviii però l'edifici actual és el producte d'una sèrie d'intervencions que ha sofert al llarg dels anys. Es tracta d'un edifici exempt que es troba envoltat d'una tanca dins de la qual es localitza un viacrucis en línia recta cap a l'ermita, amb casalicis, a banda i banda de l'esplanada enllosada, per a les estacions i xiprers entre ells.
L'accés al lloc de culte es fa a través d'un atri consistent en tres arcs de mig punt, un per lateral coberts per un sostre, de teula vermella, de forma piramidal, i a menor altura que la resta de l'edifici. La façana de l'ermita, després de l'atri, acaba en forma de capcer que fa d'espadanya (datada del segle XX), de fàbrica de maons, en arc de mig punt, i rematada amb una creu de forja, en la qual es localitza una única campana.
La part principal de l'ermita, la destinada al culte, és de planta rectangular (d'unes mesures de 18 metres de longitud i 6,5 metres d'amplària), i tres capelles a cada costat (totes amb altar propi i advocación diferent), amb techumbre a dues aigües, destacant en la part central la presència d'una cúpula, adornada per teules de color vermell i blau, elevada sobre un tambor poligonal en el qual s'obren finestres en forma d'arc de mig punt, amb cristalls de colors. Interiorment les petxines de la cúpula es decoren amb pintures dels evangelistes.
Com a element decoratiu interior cal destacar el fresc amb l'aparició de la Verge a l'apòstol Sant Jaume a Saragossa, que es localitza en la volta del presbiteri, que es veu engalanat per la presència d'una imatge de la Verge amb el Nen en braços situada en la fornícula que hi ha en l'altar major, en el qual es pot observar un oli de Sant Pasqual Bailón.
A més, el temple presenta cor alt als peus del temple, que s'il·lumina gràcies a la llum que penetra per la finestra rectangular que s'obre en la façana principal, per sobre de l'atri.
El conjunt es complementa amb la casa de l'ermità, que està adherida a l'ermita i que, com l'atri, presenta sostrada independent i a menor altura que el cos central de l'ermita.
Les festes patronals de Lludient se celebren el cap de setmana i el dilluns que estiguin més propers a la festivitat de la Verge del Pilar (12 d'octubre), dia en el qual se celebra una missa solemne en l'ermita de la Verge del Pilar.